# Sanjay Lal
Sanjay Lal (Londra, 23 luglio 1969) è un ex giocatore di football americano e allenatore di football americano inglese, di ruolo wide receiver.

## Carriera universitaria
Giocò prima con gli UCLA Bruins nella Pac-10 ora Pac-12 e poi con i Washington Huskies sempre nella Pac-10.

## Carriera professionistica come giocatore

### St. Louis Rams
Uscì dal college ma non venne scelto al Draft NFL 1998, successivamente firmò con i St. Louis Rams. La sua fu però solo una breve apparizione nel roster della squadra, nello stesso anno si ritirò senza mai scendere in campo in una partita della stagione regolare.

## Carriera professionistica come allenatore
Nel 2007 iniziò la sua carriera NFL con gli Oakland Raiders come allenatore della qualità dell'attacco. Tra il 2009 ed il 2011 invece fu l'allenatore dei wide receiver.
Il 13 gennaio 2012 firmò con i New York Jets, nuovamente con lo stesso ruolo.

## Vittorie e premi
- Nessuno